# Clusia niambiensis
Clusia niambiensis là một loài thực vật có hoa trong họ Bứa. Loài này được Pipoly, Cogollo & M.S.González mô tả khoa học đầu tiên năm 1998.